# ذكر الشحرور
ذكر الشحرور (بالإيطالية: Il merlo maschio)‏ هو فيلم كوميدي جنسي إيطالي من إخراج باسكوالي فيستا كامبانيل وبطولة لورا انطونيلي، لاندو بوزانكا وجيانريكو تيديشي، صدر الفيلم عام 1971.

## روابط خارجية
- ذكر الشحرور على موقع IMDb (الإنجليزية)
- ذكر الشحرور على موقع ألو سيني (الفرنسية)
- ذكر الشحرور على موقع Turner Classic Movies (الإنجليزية)
- ذكر الشحرور على موقع أول موفي (الإنجليزية)
- ذكر الشحرور على موقع فيلمافينيتي (الإسبانية)
- ذكر الشحرور على موقع قاعدة بيانات الفيلم (الإنجليزية)
- ذكر الشحرور على موقع ليتربوكسد (الإنجليزية)
- ذكر الشحرور على موقع كينوبويسك (الروسية)